# Edy Campagnoli
Edda Campagnoli, cunoscută drept Edy Campagnoli, (n. 12 iunie 1934, Milano, Regatul Italiei – d. 6 februarie 1995, Milano, Italia) a fost un fotomodel și o prezentatoare de televiziune italiană.